# Letizia Bertoni
Letizia Bertoni (* 5. März 1937 in Mailand) ist eine ehemalige italienische Sprinterin und Hürdenläuferin.
1954 gewann sie bei den Europameisterschaften in Bern Bronze in der 4-mal-100-Meter-Staffel.
Bei den Olympischen Spielen 1956 in Melbourne wurde sie Fünfte in der 4-mal-100-Meter-Staffel und schied über 200 Meter im Vorlauf aus. 1958 wurde sie bei den Europameisterschaften in Stockholm Vierte in der 4-mal-100-Meter-Staffel und erreichte über 200 Meter das Halbfinale.
Bei den Olympischen Spielen 1960 in Rom kam sie in der 4-mal-100-Meter-Staffel erneut auf den fünften Platz und scheiterte über 80 Meter Hürden in der ersten Runde.
Bei den Europameisterschaften 1962 in Belgrad schied sie über 80 Meter Hürden im Halbfinale aus und wurde mit der italienischen Mannschaft im Finale der 4-mal-100-Meter-Staffel disqualifiziert.
Siebenmal wurde sie Italienische Meisterin über 80 Meter Hürden (1958–1964) und einmal über 200 Meter (1962).

## Persönliche Bestzeiten
- 100 m: 11,9 s, 1960
- 200 m: 24,6 s, 1961
- 80 m Hürden: 11,0 s, 1963